# 游顕
游 顕（ゆう けん、1210年 - 1283年）は、13世紀半ばにモンゴル帝国に仕えた漢人の一人。深州束鹿県の出身。
『元史』には立伝されていないが『牧庵集』巻22栄禄大夫江淮等処行中書省平章政事游公神道碑にその事蹟が記され、『新元史』には游公神道碑を元にした列伝が立てられている。

## 概要
游顕の先祖は崞県の名家であったが、金末に貞祐の南遷に従って一家を挙げて許州臨潁県に移住した。1232年（壬辰/太宗4年）、モンゴル軍によって許州が占領された時に游顕の家族も捕虜となったが、游顕がモンゴル語に堪能であったことから大帥バルス・ブカ（巴爾斯布哈）のもとで抜擢されていった。第一次南宋侵攻が始まると、千戸のアルスランの配下に入って房州攻略で南宋の何太尉を捕らえる功績を挙げ、また襄陽城を占領した際には副ダルガチに任じられた。しかし、襄陽城の劉儀らが裏切って南宋に下ると、游顕は捕らえられて建康に送られた。游顕の才能を惜しんだ太尉の劉石河によって孟珙の下に派遣されたが、游顕は夜間に逃れ出て、千戸のアルスランの下に帰還することができた。1240年（庚子/太宗12年）、游顕はオゴデイ・カアンの下に入見すると、白金5万両を下賜され、さらに襄陽の民200家を佃戸として与えられた。
モンケ・カアンが新たに即位した後も引き続き四川方面で起用され、ある時モンケの前では酒を飲まない理由を尋ねられたところ、「今は軍務に命をかけており、これより10年は酒を飲むつもりはありません」と答えてモンケを喜ばせたとの逸話がある。1258年（戊午/憲宗8年）からはモンケ・カアンによる南宋領四川への親征が始まったが、劉敏を始めこの親征に反対意見を述べる者もおり、游顕も「四川は水の流れが急な上、山岳地帯で道も険しく、水陸共に通交の困難な地である」として遠征が困難であることを訴えた。その上で、游顕は四川よりも長江中流域の江漢に出るべきであると進言したが、モンケ・カアンは江漢方面は弟のクビライに任せていると述べ、游顕もクビライの指揮に入るよう命じた。そこで1259年（己未/憲宗9年）、游顕は蕩陰でクビライに合流し、鄂州の役にて長江を渡河する際には篙師（船頭）を900人集めてクビライを助けたという。
モンケ・カアンが急死した後にクビライが即位すると、クビライは漢地統治のために十道宣撫使を新設し、大名彰徳等路宣撫使に張文謙を、宣撫副使に游顕を任命した。張文謙・游顕らはクビライの根拠地である開平で任務をこなしていたが、游顕は1261年（中統2年）に張文謙の後任として宣撫使に昇格となり、同年8月には任地の大名に遷った。1262年（中統3年）に山東地方において李璮の乱が起こると、李璮の拠る済南城包囲のための後方基地として大名は位置付けられ、游顕は新設された大名路宣慰司を統轄して李璮討伐にも尽力した。このころ、ある者が游顕は李璮と密通していと告発したが、クビライはこれを信じず、李璮の敗亡後もそれを立証する文章は出ることがなく、游顕の無罪が証明された。これにより游顕を告発した者は逃れたが、数年経って游顕は妻子を通じて告発した者を呼び出し、その罪を許して昔のように遇したとの逸話がある。
またこのころ、クビライの息子のチンキムが中書令・枢密使に任じられて国政に参加するようになっており、ある時クビライの下で游顕にも意見を求めた。そこで游顕は「宣撫司」を「宣慰司」を改めたが実態は変わらず、不評であることを歯に衣着せず指摘し、その言を認めたクビライはチンキムに「将来汝が頼るべき者は、このような人物であるべきだ」と語ったという。
1265年（至元2年）には嘉議大夫・益都路総管兼府尹の地位に進み、それからほどなく南京路総管兼府尹に改められた。1267年（至元4年）には大都路総管兼府尹とされ、1269年（至元6年）には河北河南道提刑按察使の地位を授けられた。
1271年（至元8年）からは総管水軍万戸に改められて襄陽包囲戦に従事することとなった。同年中には襄陽包囲のため、漢江上に七つの「石囷」を建造し、南宋水軍の接近を阻んだ。その後、陝西四川道提刑按察使に改められたが、このころ新たに安西王に任命されたマンガラのため、順聖皇后チャブイが金帳を下賜したものの、これを憲府に置くことを陝西四川道提刑按察副使の張庭瑞が拒否したことが問題となっていた。この時游顕はかつて中書右丞相から宣徽使となったカルジンが中書省のことに尋ねられた際、「我は大釜を守る者（＝バウルチ）であって、他のことは知る所にない」と述べて職務の分限を守った逸話を引いて張庭瑞を弁護し、結果として張庭瑞は軽罰に減刑されたという。
この後、バヤンを総司令とする南宋領侵攻が始まると前軍宣撫使の地位を授けられてこれに従軍し、平江の包囲戦時にはわずか七騎の部下とともに城下に接近して投降を呼びかけ、王安撫を降らせることに成功している。
1276年（至元13年）に南宋の首都の臨安が陥落したことを受け、1277年（至元14年）には中奉大夫・浙西道宣慰使の地位を授けられた。1278年（至元15年）、クビライの下に入覲した時には老齢であることをいたわられて榻坐を下賜された。また1279年（至元16年）には中書大夫・中書右丞の地位を授けられている。
1282年（至元19年）までに江淮等処行中書省平章政事の地位にまで昇任したが、この年に揚州の官舎で74歳にして死去した。
張氏・趙氏・完顔氏という三人の夫人がおり、息子には游永錫・游永禄・游天祥・游永弼らがいた。